# 孤独部
孤独部（kodokubu）は、日本の演劇ユニット。主宰・かしやましげみつにより、2009年に旗揚げ。

## 概要
名古屋を中心に活動する、演劇ユニット。
2009年、主宰・かしやましげみつにより旗上げ。主宰・かしやまが中心となり、作品に応じてメンバーを募る形式を取る。
「目指すは、次のえんげき！」をスローガンに、従来の演劇だけでなく積極的にバンドとのコラボレーションを実現し、演劇とバンドが融合した新しいスタイルで様々なライブイベント、野外フェスなどあらゆる方面で活動。
小劇場・ライブハウスのみならず、カフェ、ギャラリーなどでも公演を重ねる。
2012年には年間20作品を創作。
2013年には年間30以上の作品を創作。
2013年5月、SEAPUS2013にて、SeapusCup2013ベストクリエイト賞を受賞。

## 作品・ライブ
（ライブは2012年以降非常に数が多いため、大規模なものや節目のもののみ記載）
- 孤独部単独公演「学生」（2012年2月3 - 5日、G/pit）
- Seapus2012にて短編作品「中学生」上演（2012年5月4日、南知多SeapusYAMAGIWAステージ）
- キャンパスライブにて 「学生 -CampusLive ver.-」上演（2012年5月20日、日本ガイシホール）
- Seapus2013にて「ふるさと」上演（2013年5月4日、常滑りんくうビーチ・Seapus2013 SURF STAGE）
- 大森靖子＆孤独部２マンライブ「ノスタルファンタジー」（2013年9月25日、CLUB ROCK'N'ROLL）
- 鈴木実貴子ズ＆孤独部２マンライブ「超ポップソング☆」（2013年10月17日、K.D.ハポン）
- 孤独部単独公演「さいごのうた」（2014年1月18 - 19日、愛知県芸術劇場小ホール）
- コンペディション「芸創CONNECT vol.7」最終審査出場・「晩秋」上演（2014年2月11日、芸術創造館）
- ＡＡＦリージョナル・シアター２０１４～大阪と愛知 vol.1～「文豪コネクション」（2014年7月18 - 20日、愛知県芸術劇場小ホール）予定。